# Салам, Ош
«Салам, Ош» — кыргызская романтическая комедия режиссёра Тынчтыкбека Бугучиева, вышедшная на экраны страны в конце 2017 года.

## Сюжет
После тридцати пяти лет совместной жизни с женой в горном селе Улакчы (Канат Мамырканов) знакомится в интернете с молодой девушкой из Оша и отправляется в город «за второй женой». Девушка оказывается мошенницей, а поездка — опасным приключением.